# Schloss Parchau

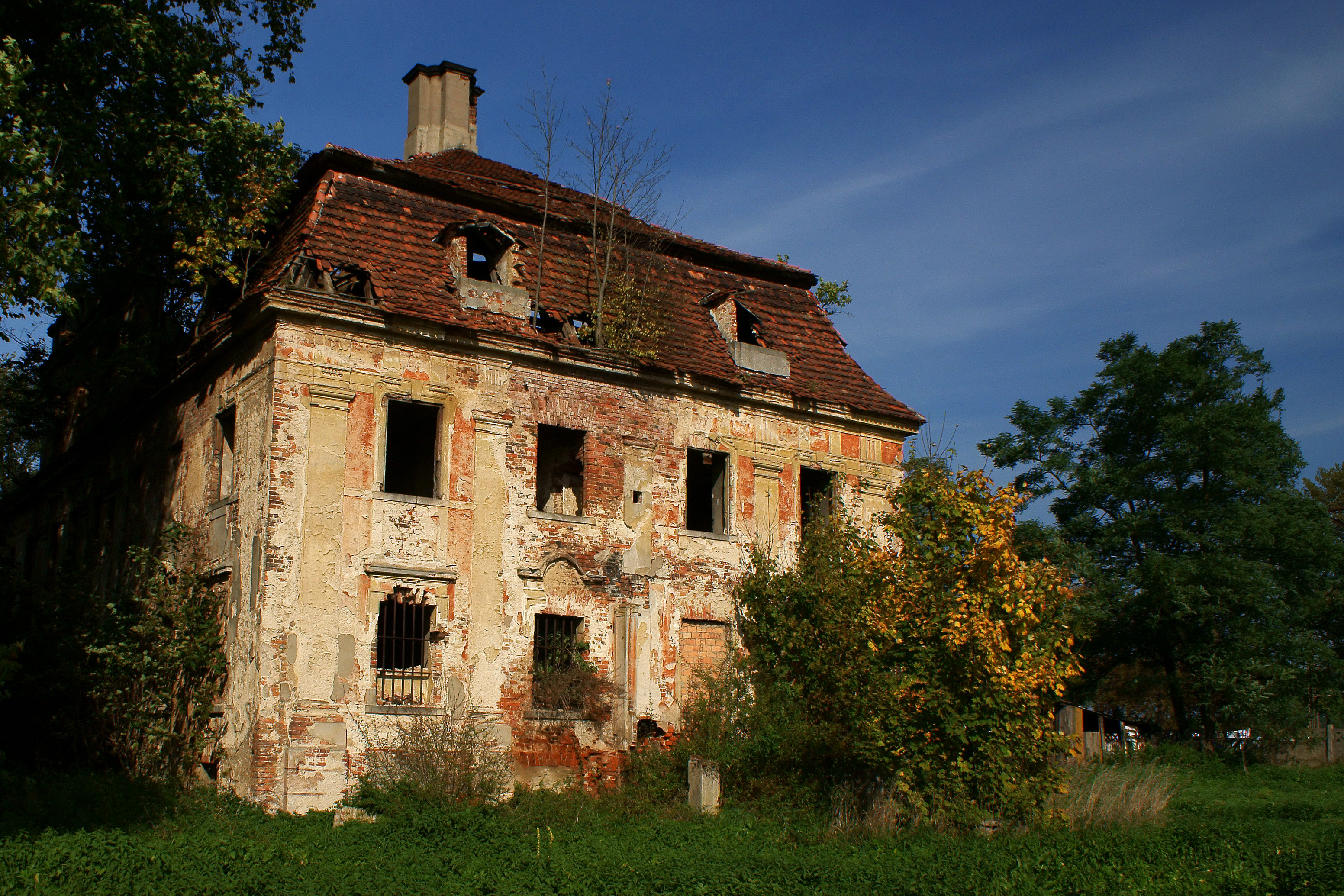
Ruine von Schloss Parchau, 2010

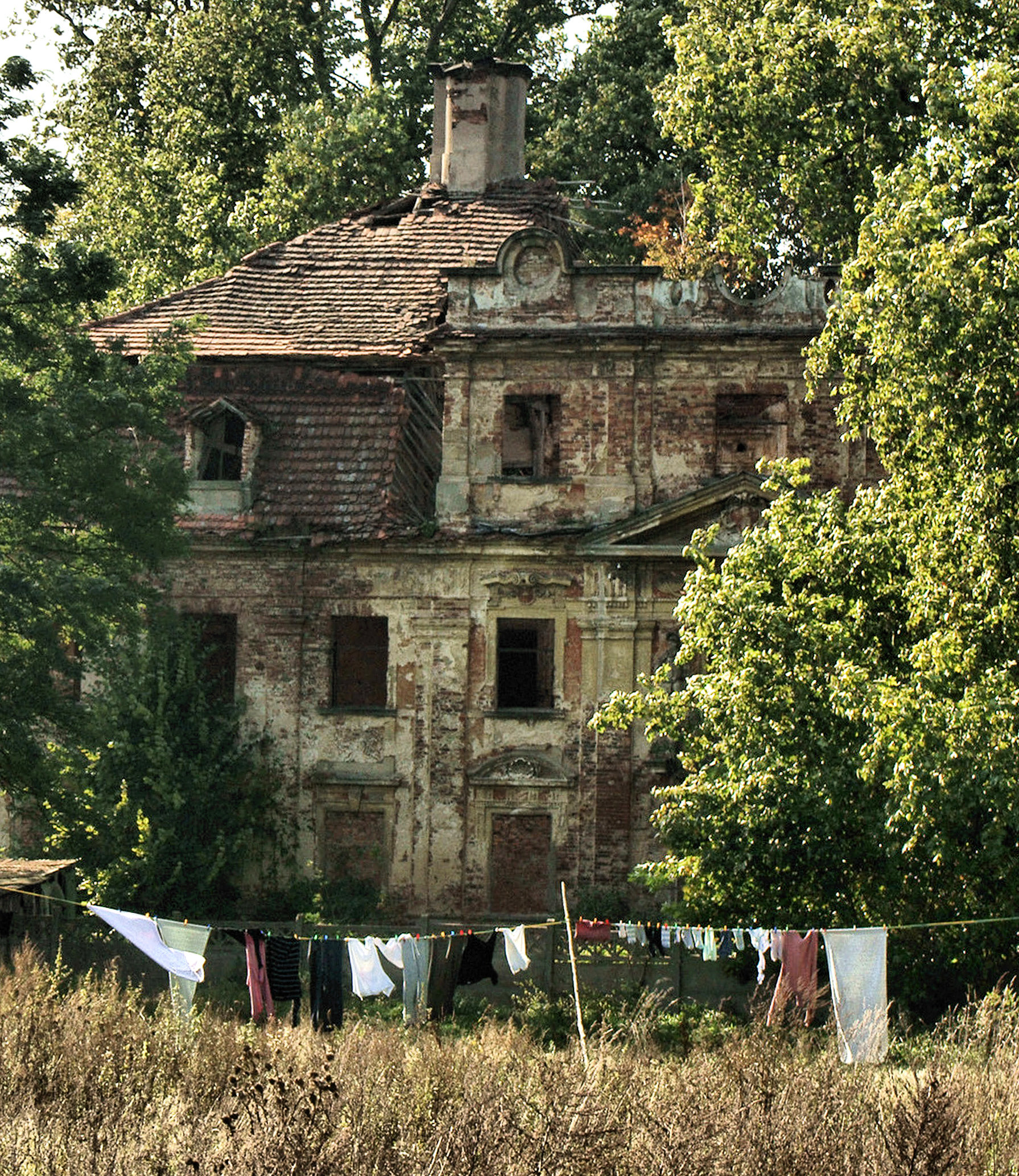
Ostfassade

Das Schloss Parchau (poln. Palac Parchów) ist eine Schlossruine im niederschlesischen Dorf Parchów (Parchau) in der Gemeinde Chocianów (Kotzenau).

## Geschichte
Das Schloss wurde im Auftrag der Familie Nostitz vom Architekten Martin Frantz 1702 entworfen und errichtet. Das Schloss diente als Familiensitz der Adelsgeschlechter von Eckartsberg, von Dohna, von Schkopp, von Kottwitz, von der Recke, von Vahlkampf.
Das Schloss wurde im 19. Jahrhundert teilweise umgebaut. Das Gebäude wurde 1945 nur leicht beschädigt, blieb aber verlassen, unbenutzt und verfiel langsam zur Ruine. Erst 1958 wurde die Ruine provisorisch gesichert.
Die Schlossruine wurde im Oktober 2013 von der Agentur für Landwirtschaftliche Immobilien an eine ungenannte Privatperson in sechster Versteigerung zu einem Preis von 68.000 Euro verkauft, vier Jahre später weiterverkauft, nachdem die geplante Umwandlung in eine Seniorenresidenz nicht zustande kam.
Das Schloss wurde am 4. Oktober 1961 unter A/3221/956 in das Verzeichnis der Baudenkmäler der Woiwodschaft Niederschlesien eingetragen.

## Architektur
Das Schloss wurde auf einem rechteckigen Grundriss von etwa 17,5 × 35 Metern errichtet. Das zweigeschossige Gebäude mit einem Mansarddach aus flachen Dachziegeln und Lukarnen enthielt 25 Räume. Die Fassaden sind mit Pilastern geteilt, in der Ostfassade ist die Mittelpartie als Risalit hervorgehoben. Im Inneren ist spätbarocker Skulpturschmuck erhalten geblieben. Auf den Fassaden befinden sich Wappenkartuschen der Adelsfamilien von Hocke und von Kottwitz.

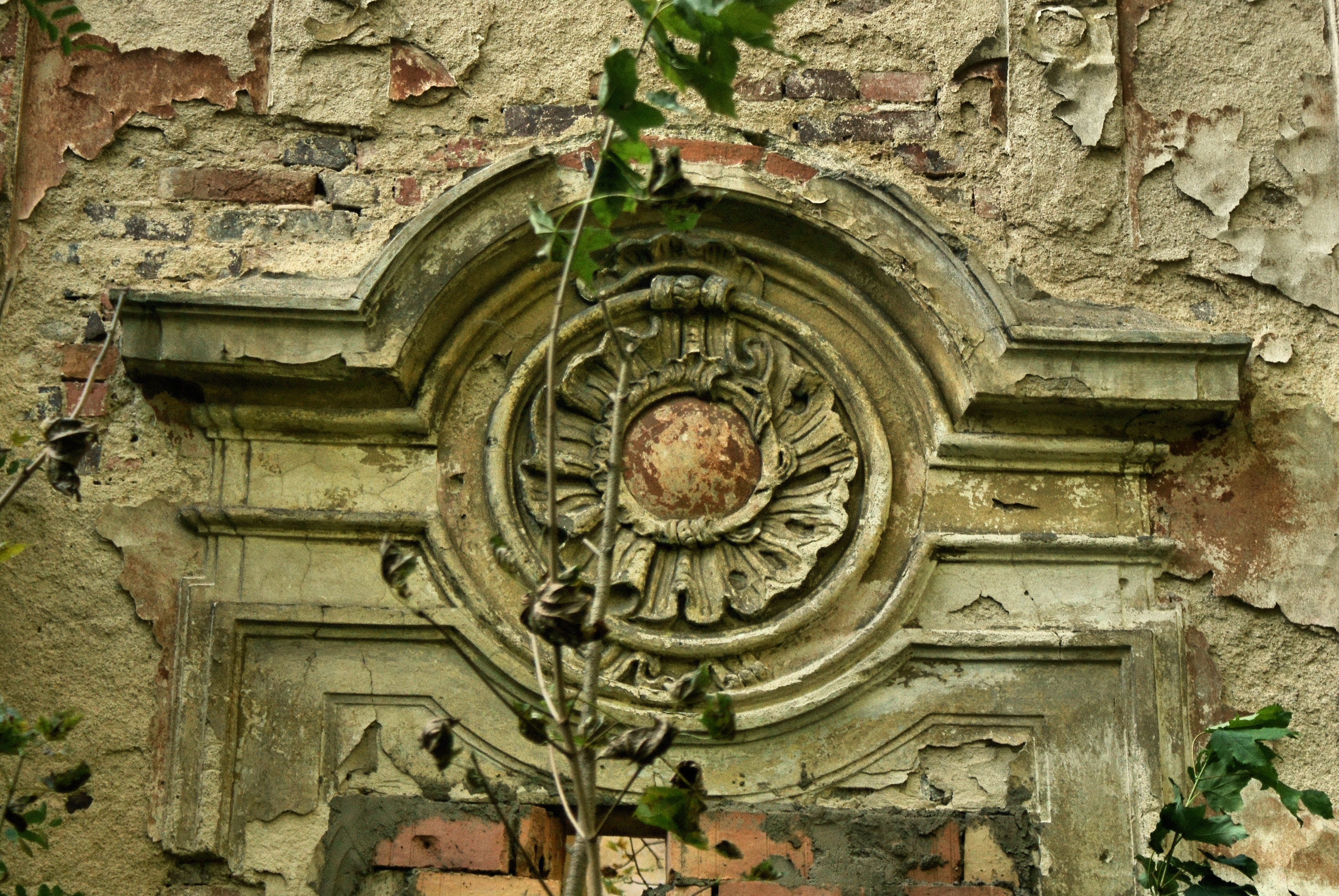
Fassadendetail
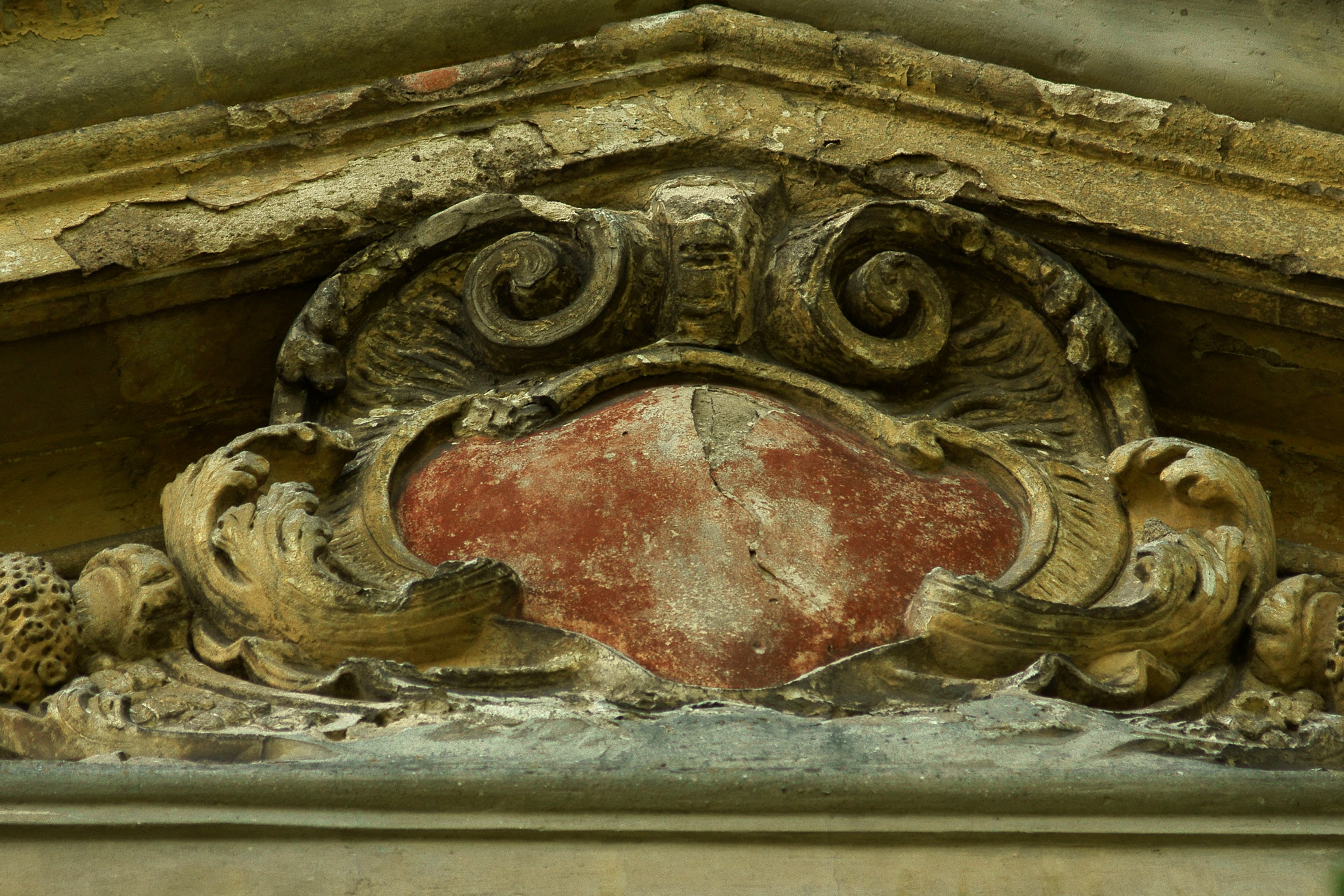
Fassadendetail
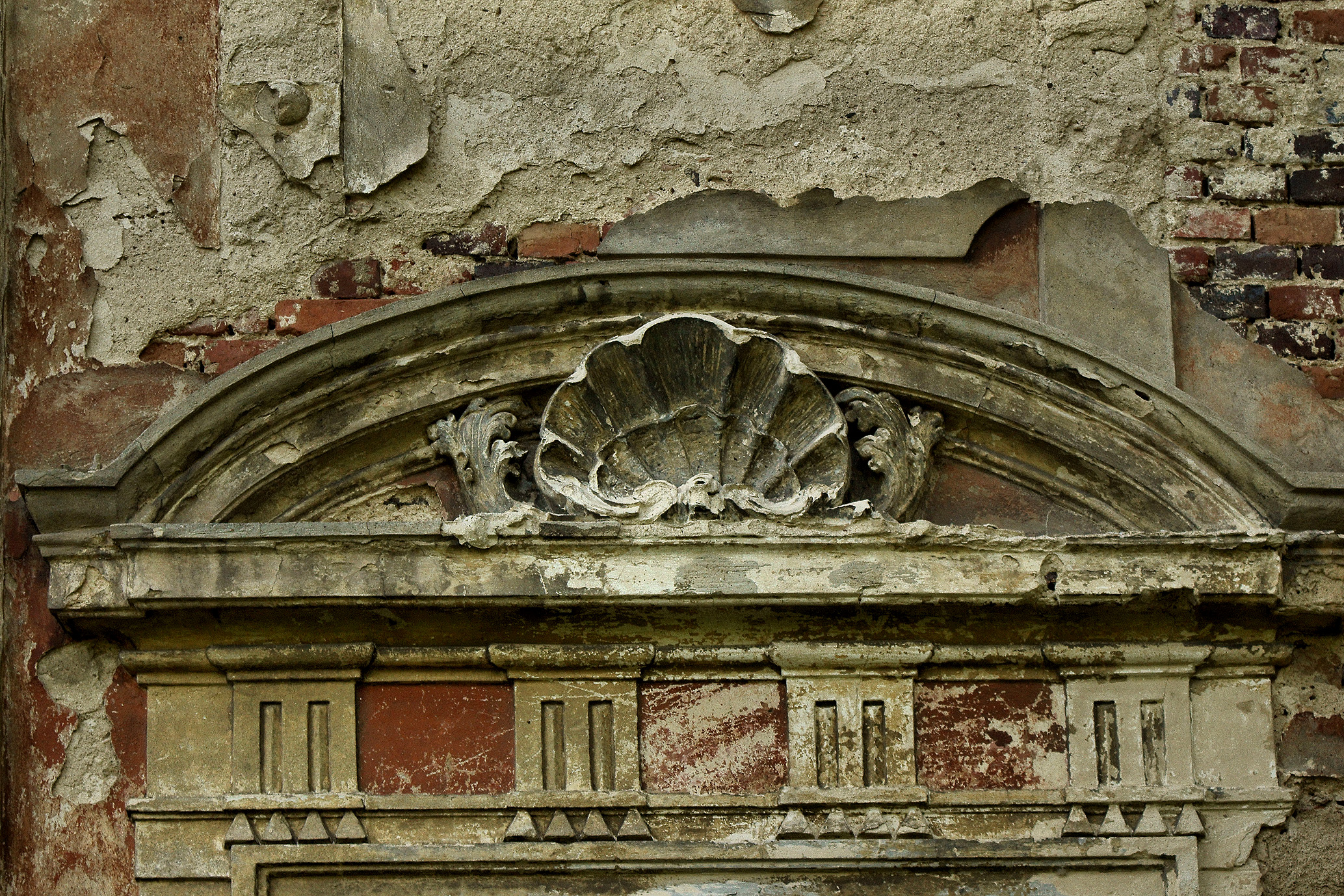
Fassadendetail